# 宜野湾市立体育館
宜野湾市立体育館（ぎのわんしりつたいいくかん）は、沖縄県宜野湾市真志喜の宜野湾市立総合運動場に所在する体育館である。Bリーグ・琉球ゴールデンキングスのホームゲームを始めとする様々なスポーツイベントで使用されている。

## 歴史
- 1986年3月15日：完成。
- 2007年1月27日：第1回bjリーグオールスターゲームが開催される。

## 施設概要
- アリーナ 1,917m2
- バレーボールコート（3面）
- バスケットボールコート（2面）
- バドミントンコート（12面）
- ハンドボールコート（1面）
- 観客席数 固定席1,212席・移動席288席

## 交通
- 最寄り駅
  - 沖縄都市モノレール線の「古島駅（ふるじまえき）」。当該駅より下記「外部リンク」のように、本館行きバスが発着している。
- バス停留所
  - 「コンベンションセンター前」バス停下車後、すぐ。
    - 古島駅前バス停から、88番・112番（琉球バス交通）
    - 古島バス停から、55番（琉球バス交通）
（詳細は、下記「外部リンク」の項を参照）
    - 那覇バスターミナルから、32番（沖縄バス）、28番（琉球バス交通）
28番に関しては「コンベンションセンター経由」のみ。
    - 那覇空港から、99番（琉球バス交通）